# Kanton Montfort-sur-Meu
Montfort-sur-Meu is een kanton van het Franse departement Ille-et-Vilaine. Het kanton maakt deel uit van het arrondissement Rennes.

## Gemeenten
Het kanton Montfort-sur-Meu omvatte tot 2014 de volgende 11 gemeenten:
- Bédée
- Breteil
- La Chapelle-Thouarault
- Clayes
- Iffendic
- Montfort-sur-Meu (hoofdplaats)
- La Nouaye
- Pleumeleuc
- Saint-Gonlay
- Talensac
- Le Verger

Na de herindeling van de kantons bij decreet van 18 februari 2014, met uitwerking op 22 maart 2015, omvat het volgende 15 gemeenten:
- Bédée
- Breteil
- Iffendic
- Maxent
- Monterfil
- Montfort-sur-Meu
- La Nouaye
- Paimpont
- Plélan-le-Grand
- Pleumeleuc
- Saint-Gonlay
- Saint-Péran
- Saint-Thurial
- Talensac
- Treffendel